# Xu Mian (athlète)
Dans ce nom chinois, le nom de famille, Xu, précède le nom personnel Mian.
Xu Mian (née le 10 septembre 1997 à Huai'an) est une athlète handisport chinoise médaillée d'or aux Jeux para-asiatiques de 2022 à Hangzhou au lancer du poids et médaillée d'argent aux Championnats du monde d'athlétisme handisport 2019 de Dubaï, de Paris en 2023 et de Kobe en 2024 dans les disciplines du lancer du poids et lancer du disque en catégorie F57. Aux Jeux paralympiques d'été de 2020 à Tokyo, elle est médaillée d'argent au lancer du poids ainsi qu'à ceux de Paris 2024 où elle obtient en plus la médaille d'argent au lancer du disque.